# Patrice Villaumé
Patrice Villaumé, né le 12 août 1955, est un musicien professionnel français, spécialisé dans les musiques à caractère modal. Principalement vielliste, il joue aussi d'autres instruments, comme la flûte en bambou ou le tympanon.

## Biographie
De 1975 à 1978, Patrice Villaumé suit les cours de musique médiévale de  Guy Robert au conservatoire de Pantin.
Il débute la vielle à roue auprès de Jean-François Dutertre en 1978. Il s’y consacre totalement après sa rencontre avec Pascal Lefeuvre en 1990. Il participe à l’aventure du Viellistic Orchestra aux commandes du prototype de vielle ténor électro-acoustique inventé par le luthier Philippe Mousnier en 1994. Il fonde l'Ensemble Ysengrin.
Après avoir enregistré une quarantaine de CD, il crée en 2005 « Les Estampies Tunisiennes » une fusion entre la musique médiévale occidentale et la tradition orientale.
Il collabore avec Troubadours Art Ensemble fondé par Gérard Zuchetto depuis 1999, Joanda depuis 2006 et La Banda Europa (Orchestre européen d'instruments traditionnels) depuis 2007, et participe à l'ensemble de vielles à roue Le Paratge des Sirènes, depuis 2009. Depuis 2016, il accompagne les troubadours de l’ensemble Ghaetta,.
Il se produit aux festivals de Radio  France, Saint Chartier, Nuits atypiques de Langon, Jazz à Mulhouse et à Besançon, Montpellier Danse, Les Tombées de la nuit à Rennes, Hivernales d’Avignon. Notamment dans le Duo Harpanon, au tympanon avec Véronique Condesse à la harpe celtique.
Il apparaît dans des films de Bertrand Tavernier, Eric Röhmer, Yannick Bellon.

## Discographie (sélection)
- Cris de cordes, volume 2 - Viellistic Orchestra : Patrice Villaumé, vielle ténor ; Alain Chaléard, percussion ; Isabelle Pignol, Andras Vigh, Thierry Nouat, Anne Lise Foy, Armel Bury, Thierry Kobel, Laurent Bitaud, vielles soprano et Pascal Lefeuvre, direction et vielle soprano (décembre 1994/janvier 1995, Alba musica MU 245.112)[10] (OCLC 742678367)
- Troubadours Art Ensemble Troubadour Songs : Raimon de Miraval, Bernard de Ventadour, Comtessa de Dia, Peirol, Guiraut Riquier - Sandra Hurtado-Ròs, chant et harmonium indien ; Véronique Condesse, harpe ; Patrice Villaumé, vielle à roue ténor et tympanon ; Denyse Dowling, flûtes et bombarde ; Gérard Zuchetto, chant, clarins et direction (Troba Vox TR011) (OCLC 904249997)
- Otra Mar - Chants de troubadours et chansons séfarades - Sandra Hurtado-Ròs, chant ; Troubadours Art Ensemble : Gérard Zuchetto, chant, clari, sanza – Denise Macnamara, flûtes irlandaises, chalemie, bombarde – Tara Breen, violon celtique – Ruth Lydon, harpe celtique – Patrice Villaumé, vielle à roue, hammered dulcimer (Troba Vox TR020) (OCLC 904252992)
- Guiraut Riquier, La tròba  - Troubadours Art Ensemble, dir. Gérard Zuchetto  (2011, Troba Vox TR027 / Tròba 22)[11] (OCLC 992981582)